# Meenambakkam
Meenambakkam è una suddivisione dell'India, classificata come town panchayat, di 4.774 abitanti, situata nel distretto di Kanchipuram, nello stato federato del Tamil Nadu. In base al numero di abitanti la città rientra nella classe III (da 20.000 a 49.999 persone).

## Geografia fisica
La città è situata a 12° 59' 45 N e 80° 10' 49 E.

## Società

### Evoluzione demografica
Al censimento del 2001 la popolazione di Meenambakkam assommava a 4.774 persone, delle quali 2.458 maschi e 2.316 femmine. I bambini di età inferiore o uguale ai sei anni assommavano a 350, dei quali 168 maschi e 182 femmine. Infine, coloro che erano in grado di saper almeno leggere e scrivere erano 4.123, dei quali 2.209 maschi e 1.914 femmine.